# Ardeus
Els ardeus (Ardei) són un subordre de l'ordre dels pelecaniformes que inclou les famílies dels Ardèids (agrons, martinets i bitons) i tresquiornítids (ibis i becplaners). Tradicionalment, els ardèids i els tresquiornítids es classificaven en l’ordre dels Ciconiformes juntament amb els cicònids (cigonyes), els fenicoptèrids (flamencs), els escòpids (ocell martell), els balaenicipítids (bec d'esclop) i fins i tot els catàrtids (voltors i còndors del Nou Món). Tanmateix, alguns estudis osteològics qüestionaren la monofília dels ciconiformes, suggerint que els ardèids i els tresquiornítids s'originaren a partir dels primers gruiformes, sent aquest un tàxon de transició per ordenar els caradriformes. La naturalesa polifílica dels ciconiformes es recolza en estudis genòmics recents que han trobat que els tresquiornítids, ardeids, escòpids i balaenicipítids estan estretament relacionats amb els pelicànids (pelicans).
La relació exacta entre els ardèids i tresquiornítids i el subordre Pelecani encara s'està investigant amb dues hipòtesis. Una hipòtesi és que els ardèids i els tresquiornítids són el tàxon germà de l'altre en el subordre Ardeus (tal com es presenta aquí). L'altra hipòtesi és que els ardèids són el tàxon germà del clade relacionat amb els pelecànids, amb els tresquiornítids com el grup més basal. Aquesta hipòtesi està recolzada amb alguna dada morfològica i el fet que les primeres representacions de pelecaniformes no-tresquiornítids provenen de dipòsits de l'Oligocè a l'Àfrica, mentre que les de tresquiornítids s'han trobat en dipòsits de l'Eocè d'Amèrica de Nord i Europa.